# Grão Vasco
Vasco Fernandes, (Viseu, Portugal, 1475-Tomar, 1542), más conocido como Grão Vasco, es considerado el principal pintor del quinientos en Portugal. Nacido probablemente en Viseu ejerció su profesión en el Norte de Portugal en la primera mitad del siglo XVI.

## Vida y obra
La primera referencia a Vasco Fernandes data del año 1501, cuando comienza la realización de sus trabajos en el retablo de la Catedral de Viseu. En los años que llevó su ejecución (de 1501 a 1506), Vasco Fernandes trabajo junto con el pintor flamenco Francisco Henriques. Al tratarse de una obra colectiva es difícil determinar con rigor el papel que Vasco Fernandes desempeñó en ella.

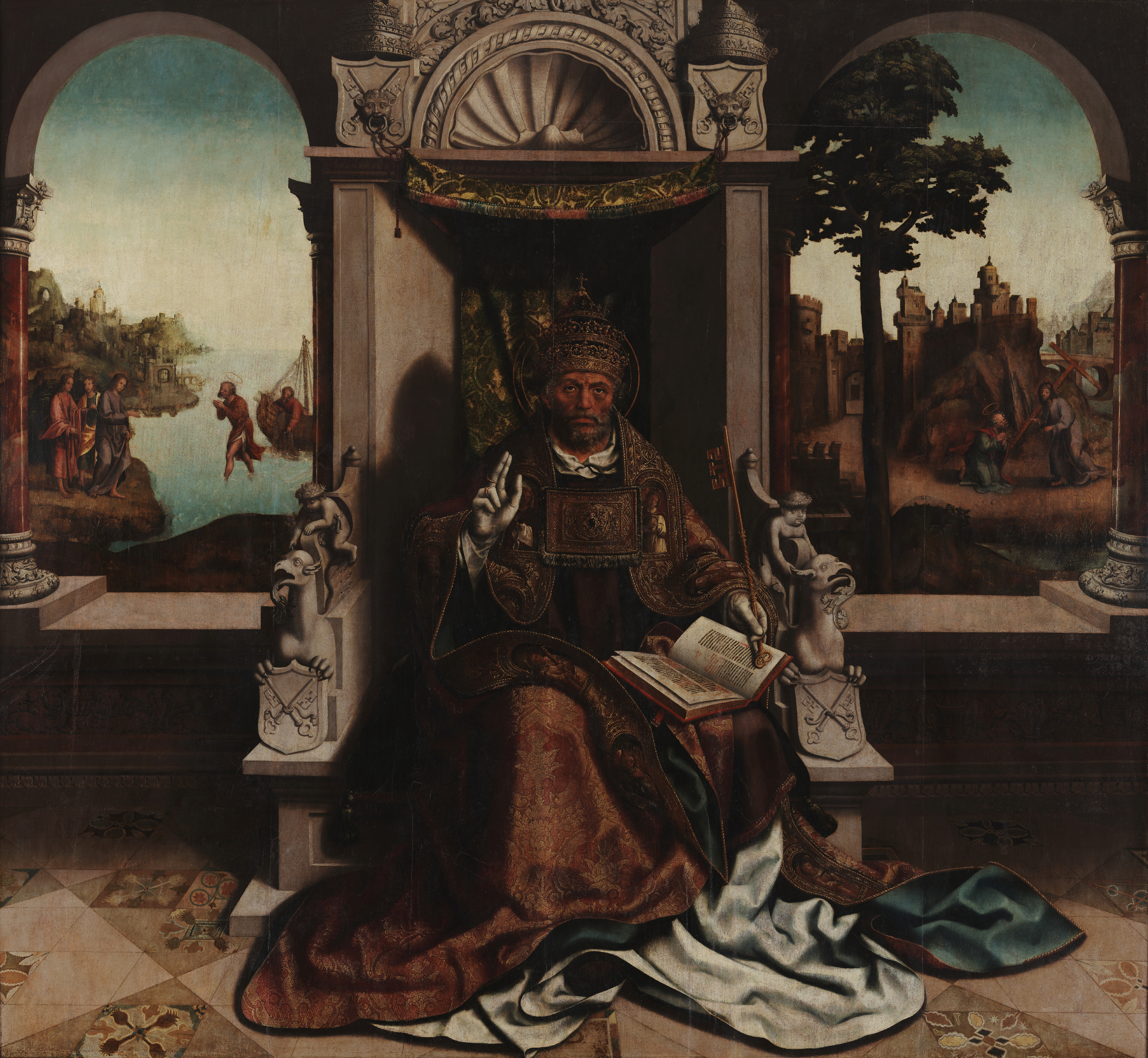
Detalle de San Pedro pintado para la Catedral de Viseu, actualmente en el Museu Grão Vasco en Viseu.

Entre 1506 y 1511 trabajó en Lamego pintando el retablo del altar mayor de la catedral, obra de la que se le atribuye la autoría de las pinturas, siendo auxiliado por entalladores flamencos y borgoñones.
Esta es el periodo mejor documentado de la vida del pintor. A partir de este momento los documentos sobre su vida escasean.
Hacia el año 1530 se le localiza en Coímbra donde pintó cuatro obras para el Monasterio de Santa Cruz de los cuales solo ha llegado a nuestros días el magnífico Pentecostes situado en la sacristía del monasterio.
Años después, otra vez en Viseu, realizó las que se consideran sus principales obras, para las que contó con su colaborador Gaspar Vaz. Las pinturas iban destinadas para la catedral y para el Palacio Episcopal de Fontelo.
Vasco Fernandes está considerado como un pintor de transición entre el estilo manuelino y el renacimiento, con influencias de la pintura flamenca. Se considera que fue influenciado por el humanista D. Miguel da Silva, noble portugués que fue obispo de Viseu entre 1526 y 1547. Hombre formado en la universidad de París, había residido en Roma donde fue embajador del rey D. Manuel. De él pueden provenir los trazos italianizantes y el uso de una iconografía humanista presente en la obra de esta etapa.
Vasco Fernandes estuvo casado dos veces, matrimonios de los que tuvo dos hijas.

## Localización de las principales obras
La mayor parte de la obra de Vasco Fernandes se encuentra en el Museo Grao Vasco en Viseu. En él se recogen obras de sus etapas inicial y final. En el Museo de Lamego podemos ver cinco de las tablas correspondientes al retablo de la catedral, que fue desmontado en el siglo XVIII.
La iglesia parroquial de Freixo de Espada à Cinta y el Monasterio de Salzedas poseen conjuntos importantes de obras del pintor. Por último, en la sacristía del Monasterio de Santa Cruz de Coímbra se puede contemplar el Pentecostes.

## Galería

Jesús en la casa de Marta y María (1535).
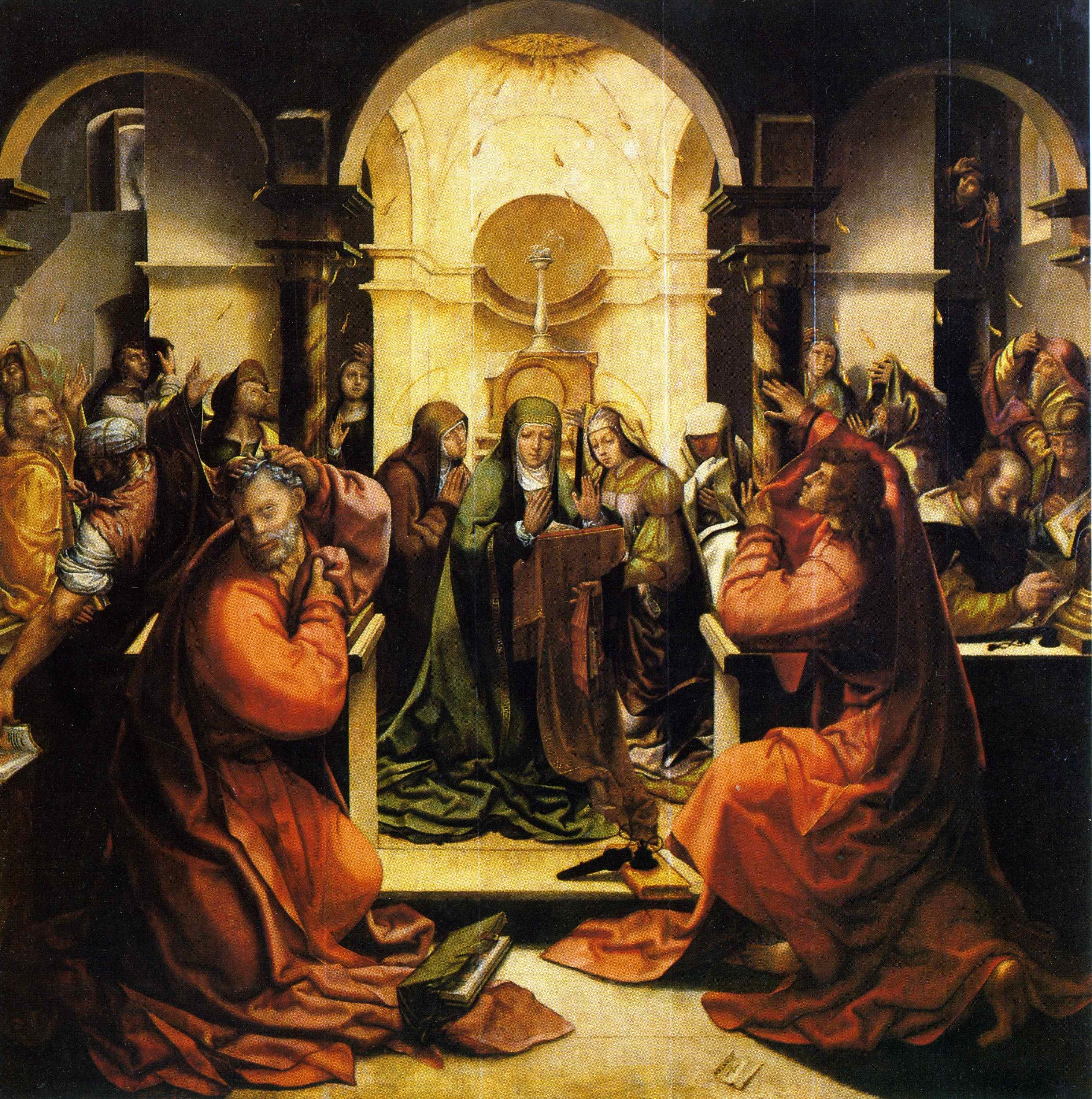
Pentecostés. Monasterio de Santa Cruz de Coimbra, (1534-1535).
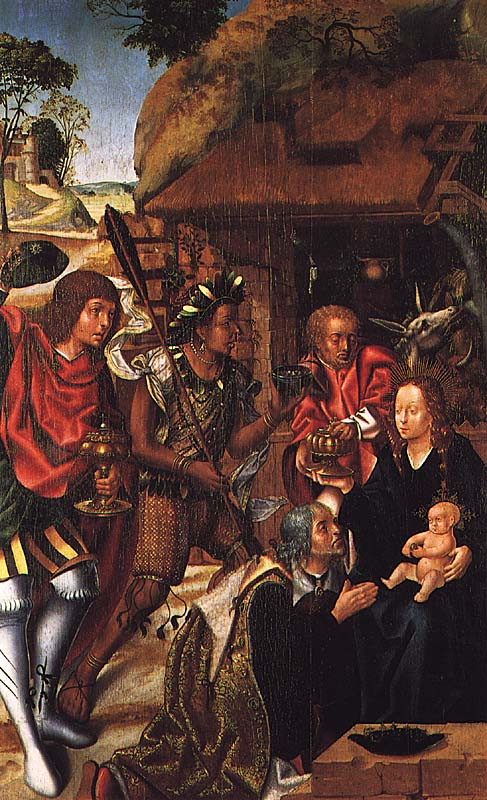
Adoración de los Reyes Magos (1501-1506) Museo de Grão Vasco, Viseu.
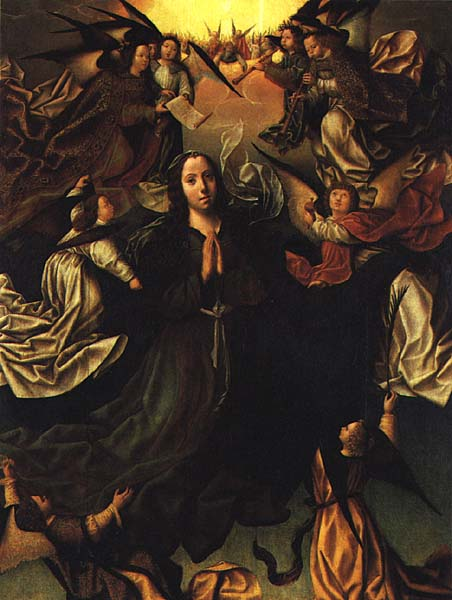
Asunción de la Virgen (c.1506) - (Fuente: WGA07795)
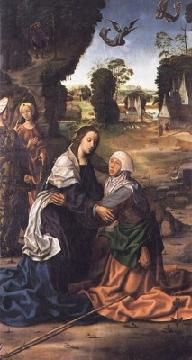
Visitación.